# 28 août en sport
28 juillet 28 septembre
Chronologies thématiques
- Croisades
- Ferroviaires
- Disney

Le 28 août (240e jour de l'année ou 241e en cas d'année bissextile) en sport.

## Événements

### XIXesiècle
- 1886 :
  - (Tennis /Grand Chelem) : en finale de la 6e édition du Championnat national de tennis des États-Unis qui se déroule à Newport, victoire de l'américain Richard Sears en simple et en double, associé à son compatriote James Dwight.

### XXesièclede1951à2000
- 1977 :
  - (Formule 1) : Grand Prix automobile des Pays-Bas.
  - (Rallye automobile) : arrivée du Rallye de Finlande.
- 1979 :
  - (Rallye automobile) : arrivée du Rallye de Finlande.
- 1983 :
  - (Athlétisme) : Pierre Quinon porte le record du monde du saut à la perche à 5,82 mètres.
  - (Formule 1) : Grand Prix automobile des Pays-Bas.
- 1988 :
  - (Formule 1) : Grand Prix automobile de Belgique.
- 1994 :
  - (Formule 1) : Grand Prix automobile de Belgique.

### XXIesiècle
- 2005 :
  - (Hockey sur gazon) : début de la 10e édition du Championnat d'Europe qui se déroule à Leipzig en Allemagne.
- 2011 :
  - (Formule 1) : Grand Prix de Belgique.
- 2015 :
  - (Athlétisme /Championnats du monde) : dans l'épreuve du 110 mètres haies hommes, victoire du Russe Sergueï Choubenkov. Sur le 200 mètres femmes, victoire de la Néerlandaise Dafne Schippers qui bat le record d'Europe en 21.63. Sur le 100 mètres haies femmes, victoire de la Jamaïcaine Danielle Williams. Sur le 20 km marche femmes, victoire de la Chinoise Liu Hong. Sur le saut en longueur femmes, victoire de l'Américaine Tianna Bartoletta.
  - (Cyclisme sur route /Tour d'Espagne) : le Néerlandais Bert-Jan Lindeman s'impose dans l'étape du jour et le Colombien Esteban Chaves conserve le maillot rouge.
  - (Judo /Championnats du monde) : dans la catégorie des -70 kg femmes, victoire de la Française Gévrise Émane, dans celle de -78 kg femmes, victoire de la Japonaise Mami Umeki puis chez les hommes en -90 kg, victoire du Sud-Coréen Gwak Dong-han.
- 2016 :
  - (Athlétisme /Record du monde du lancer du marteau) : déjà détentrice du record du monde du lancer de marteau, la Polonaise Anita Wlodarczyk a réussi à améliorer sa marque à Varsovie avec un jet à 82,98 m[1].
  - (Compétition automobile /Formule 1) : sur le Circuit de Spa-Francorchamps au Grand Prix de Belgique, victoire de l'Allemand Nico Rosberg, il devance l'Australien Daniel Ricciardo et le Britannique Lewis Hamilton parti de la dernière ligne et auteur d'une folle remontée qui conserve la tête du championnat du monde de Formule 1.
  - (Cyclisme sur route /Tour d'Espagne) : sur la 9e étape du Tour d'Espagne 2016, victoire de l'Espagnol David de la Cruz qui s'empare du maillot de leader.
  - (Tennis /JO) : la FFT annonce la suspension «à titre conservatoire» de Caroline Garcia, Kristina Mladenovic et Benoît Paire en raison de leur comportement pendant les Jeux Olympiques de Rio[2].
- 2017 :
  - (Judo /Mondiaux) : début de la 35e édition des Championnats du monde de judo qui se déroulent à Budapest en Hongrie jusqu'au 3 septembre 2017. Sur la 1re journée, chez les dames, en -48 kg, victoire de la Japonaise Funa Tonaki et chez les hommes, en -60 kg, victoire du Japonais Naohisa Takatō.
  - (Tennis /Grand Chelem) : début de la 134e édition de l'US Open de tennis qui se déroule à l'USTA National Tennis Center, de New York aux États-Unis jusqu'au 10 septembre 2017.
- 2018 :
  - (Cyclisme sur route /Tour d'Espagne) : sur la 4e étape du Tour d'Espagne qui relie Vélez-Málaga et Alfacar, sur un parcours de 162 kilomètres, victoire de l'Américain Benjamin King. Le Polonais Michał Kwiatkowski conserve le maillot rouge.
- 2021 :
  - (Cyclisme sur route /Tour d'Espagne) : sur la 14e étape du Tour d'Espagne qui se déroule entre Don Benito et La Villuerca (commune de Navezuelas), sur une distance de 165,7 km, victoire du Français Romain Bardet. Le Norvégien Odd Christian Eiking conserve le maillot rouge.
- 2023 :
  - (Cyclisme sur route /Tour d'Espagne) : sur la 3e étape du Tour d'Espagne qui se déroule entre Súria en Catalogne et Arinsal en Andorre, sur une distance de 158,5 km, victoire du Belge Remco Evenepoel qui s'empare du maillot rouge.
  - (Tennis /Grand Chelem) : début de la 139e édition de l'US Open de tennis qui se déroule à l'USTA National Tennis Center, de New York aux États-Unis jusqu'au 10 septembre 2023.
  - (Volley-ball /Euro masculin) : début de la 33e édition du Championnat d'Europe masculin de volley-ball qui a lieu en Italie, en Bulgarie, en Macédoine du Nord et en Israël jusqu'au 16 septembre 2023.

- 2024 :
  - (Cyclisme sur route /Tour d'Espagne) : sur la 11e étape du Tour d'Espagne qui se  déroule entre Padrón et Padrón en Galice, sur une distance de 164 km, victoire de l'Irlandais Eddie Dunbar au sprint. L'Australien Ben O'Connor conserve le Maillot rouge.
  - (Jeux paralympiques d'été /Jeux de Paris) : cérémonie d'ouverture des Jeux paralympiques d'été (photo) qui a lieu sur la place de la Concorde.

## Naissances

### XIXesiècle
- 1860 :
  - James McAulay, footballeur écossais. (9 sélections en équipe nationale). († 13 janvier 1943).
- 1889 :
  - Caberto Conelli, pilote automobile italien. († 25 août 1974).
  - Johan Gabriel Oxenstierna, pentathlonnien suédois. Champion olympique en individuel aux Jeux de Los Angeles 1932. († 18 juillet 1995).

### XXesièclede1901à1950
- 1913 :
  - Lindsay Hassett, joueur de cricket australien. (43 sélections en test cricket). († 16 juin 1993).
- 1928 :
  - Marysette Agnel, skieuse alpine française. († 19 juillet 1958).
- 1932 :
  - Andy Bathgate, hockeyeur sur glace canadien. († 26 février 2016).
- 1940 :
  - Roger Pingeon, cycliste sur route français. Vainqueur du Tour de France 1967 et du Tour d'Espagne 1969. († 19 mars 2017).
- 1943 :
  - Butch Harmon, golfeur puis entraîneur américain.
  - Lou Piniella, joueur de baseball puis directeur sportif américain.
- 1947 :
  - Terry Driscoll, basketteur américain.
  - Emlyn Hugues, footballeur anglais. Vainqueur des Coupe UEFA 1973 et 1976 puis des Coupe des clubs champions 1977 et 1978. (62 sélections en équipe nationale). († 9 novembre 2004).
- 1948 :
  - Richard Astre, joueur de rugby à XV français. (12 sélections en équipe de France).

### XXesièclede1951à2000
- 1953 :
  - Ditmar Jakobs, footballeur allemand. Vainqueur de la Coupe des clubs champions 1983. (20 sélections en équipe nationale).
- 1957 :
  - Manuel Preciado, footballeur puis entraîneur espagnol. († 6 juin 2012).
- 1958 :
  - Scott Hamilton, patineur artistique messieurs américain. Champion olympique aux Jeux de Sarajevo 1984. Champion du monde de patinage artistique messieurs 1981, 1982, 1983 et 1984.
- 1963 :
  - Regina Jacobs, athlète de demi-fond américaine.
  - Waldemar Legień, judoka polonais. Champion olympique des -78 kg aux Jeux de Séoul 1988 puis champion olympique des -86 kg aux Jeux de Barcelone 1992. Champion d'Europe de judo des -86 kg 1990.
- 1964 :
  - Lee Janzen, golfeur américain. Vainqueur des US Open 1993 et 1998 puis de la Ryder Cup 1993.
- 1966 :
  - Christophe Galtier, footballeur puis entraîneur français.
  - René Higuita, footballeur colombien. Vainqueur de la Copa Libertadores 1989. (68 sélections en équipe nationale).
- 1968 :
  - Selina Chirchir, athlète de demi-fond kényane. Championne d'Afrique d'athlétisme du 800m 1985
  - Ján Svorada, cycliste sur route tchécoslovaque puis tchèque.
- 1969 :
  - Pierre Turgeon, hockeyeur sur glace canadien.
- 1971 :
  - Shane Andrews, joueur de baseball américain.
  - Todd Eldredge, patineur artistique messieurs américain. Champion du monde de patinage artistique 1996.
  - Janet Evans, nageuse américaine. Championne olympique du 400 m, du 800 m et du 400 m 4 nages aux Jeux de Séoul 1988 puis championne olympique du 800 m et médaillé d'argent du 400 m aux Jeux de Barcelone 1992. Champion du monde de natation du 400 m et du 800 m 1991.
  - Raúl Márquez, boxeur mexicano-américain. Champion du monde poids super-welters de boxe du 12 avril 1997 au 6 décembre 1997.
- 1974 :
  - Timo Gottschalk, copilote de rallye-raid automobile allemand. Vainqueur du Rallye Dakar 2011.
  - Carsten Jancker, footballeur allemand. Vainqueur de la Ligue des champions 2001. (33 sélections en équipe nationale).
- 1975 :
  - Jamie Cureton, footballeur anglais.
  - Royce Willis, joueur de rugby à XV néo-zélandais. (12 sélections en équipe nationale).
- 1977 :
  - Juan García Lorenzana, handballeur espagnol. Médaillé de bronze aux Jeux de pékin 2008. Champion du monde de handball 2005. Vainqueur des Coupe d'Europe des vainqueurs de coupe 1999 et 2005 puis de la Ligue des champions 2011. (206 sélections en équipe nationale).
- 1979 :
  - Markus Pröll, footballeur allemand.
  - Ruth Riley, basketteuse puis entraîneuse américaine. Championne olympique aux Jeux d'Athènes 2004. Victorieuse de l'EuroCoupe féminine 2010. (13 sélections en équipe nationale).
  - Kenny Stamatopoulos, footballeur canadien. (16 sélections en équipe nationale).
- 1980 :
  - Jaakko Ojaniemi, athlète d'épreuves combinées finlandais.
- 1981 :
  - Clarisa Fernández, joueuse de tennis argentine.
- 1982 :
  - Thiago Motta, footballeur brésilio-italien. Vainqueur de la Ligue des champions 2006 et 2010. (30 sélections avec l'équipe d'Italie et 2 avec l'équipe du Brésil).
  - Ernest Scott, basketteur américano-antiguayen.
- 1983 :
  - Lasith Malinga, joueur de cricket sri-lankais. (30 sélections en Test cricket).
  - Luke McAlister, joueur de rugby à XV néo-zélandais. Vainqueur des Tri-nations 2006, 2007 et 2009. (30 sélections en équipe nationale).
- 1984 :
  - Hélène Ezanno, joueuse de rugby à XV française. (22 sélections en équipe de France).
  - Anastasia Kuzmina, biathlète russe puis slovaque. Championne olympique du sprint 7,5 km et médaillée d'argent de la poursuite aux Jeux de Vancouver 2010, championne olympique du sprint 7,5 km aux Jeux de Sotchi 2014 puis championne olympique de la mass start et médaillée d'argent de la poursuite aux Jeux de Pyeongchang 2018. Championne du monde de biathlon du sprint 7,5 km 2019.
- 1985 :
  - Shirley Cruz Traña, footballeuse costaricienne. Victorieuse des Ligue des champions féminine 2011 et 2012. (78 sélections en équipe nationale).
  - Treat Conrad Huey, joueur de tennis philippin.
  - Jeff Likens, hockeyeur sur glace américain.
- 1986 :
  - Jeff Green, basketteur américain.
- 1988 :
  - Jean-Michel Fontaine, footballeur français.
- 1989 :
  - César Azpilicueta, footballeur espagnol. Vainqueur des Ligue Europa 2013 et 2019 puis de la Ligue des champions 2021. (44 sélections en équipe nationale).
  - Valtteri Bottas, pilote de Formule 1 finlandais (10 victoires en Grand Prix).
  - Ângelo Girão, rink hockeyeur portugais. Champion du monde de rink hockey 2019. Champion d'Europe masculin de rink hockey 2016
  - Jamie Murphy, footballeur écossais. (2 sélections en équipe nationale).
- 1990 :
  - Naima Bakkal, taekwondoïste marocaine.
  - Michael Christensen, pilote de course automobile d'endurance danois
  - Julie Foggea, handballeuse française. Victorieuse de la Coupe Challenge féminine 2015. (15 sélections en équipe de France).
  - Bojan Krkić, footballeur serbo-espagnol. Vainqueur des Ligue des champions 2009 et 2011. (1 sélection avec l'équipe d'Espagne).
  - Vincenza Petrilli, archère handisport italienne. Médaillée d'argent en arc classique aux Jeux Paralympiques de Tokyo 2020.
- 1991 :
  - DeShaun Thomas, basketteur américain.
  - Valentín Viola, footballeur argentin.
- 1992 :
  - Sid Ahmed Belhaj, joueur de futsal franco-marocain. (106 sélections avec l'équipe de France).
  - Bismack Biyombo, basketteur congolais.
  - Ismaël Diomandé, footballeur ivoirien. Champion d’Afrique de football 2015. (19 sélections en équipe nationale).
  - Lawrence Naesen, cycliste sur route belge.
- 1993 :
  - Thibault Rossard, volleyeur français. (111 sélections en équipe de France).
- 1994 :
  - Cyrielle Banet, joueuse de rugby à XV française. Victorieuse du Grand Chelem 2018. (36 sélections en équipe de France).
  - Ons Jabeur, joueuse de tennis tunisienne.
- 1995 :
  - Jeremy Dudziak, footballeur germano-tunisien.
  - Lucas Pellas, handballeur suédois. Champion d'Europe masculin de handball 2022. (64 sélections en équipe nationale).
  - Andreas Wellinger, sauteur à ski allemand. Champion olympique par équipes aux Jeux de Sotchi 2014 puis du petit tremplin ainsi que médaillé d'argent du grand tremplin et par équipes aux Jeux de PyeongChang 2018. Champion du monde de saut à ski par équipes mixte 2017 et 2023.
- 1996 :
  - David Siegel, sauteur à ski allemand.
- 1997 :
  - Reilly Opelka, joueur de tennis américain.
  - Billel Benhammouda, footballeur algérien. († 10 juin 2022)
- 1998 :
  - Typhaine Laurance, cycliste sur route et sur piste française.
  - Aaliyah Wilson, basketteuse américaine.

### XXIesiècle
- 2002 :
  - Rodrigo Pinheiro, footballeur portugais.
- 2004 :
  - Titouan Castryck, kayakiste français. Médaillé d'argent du K1 aux Jeux de Paris 2024.

## Décès

### XXesièclede1901à1950
- 1917 :
  - Marc Giacardy, 36 ans, joueur de rugby à XV français. (1 sélection en équipe de France). (° 15 février 1881).
- 1919 :
  - Billy Caffyn, 91 ans, joueur de cricket anglais. (° 2 février 1828).
  - Adolf Schmal, 47 ans, cycliste sur piste austro-hongrois puis autrichien. Champion olympique des 12 h, médaillé de bronze  du contre-la-montre et des 10 km aux Jeux d'Athènes 1896. (° 18 septembre 1872).
- 1930 :
  - Bobby Walker, 51 ans, footballeur écossais. (29 sélections en équipe nationale). (° 10 janvier 1879).
- 1946 :
  - William Paats, 70 ans, professeur d'éducation physique et dirigeant de football néerlandais. Fondateur du Club Olimpia. Membre du APF. (° 12 janvier 1876).

### XXesièclede1951à2000
- 1958 :
  - Daniel Norling, 70 ans, gymnaste et cavalier de sauts d'obstacles suédois. Champion olympique du concours par équipes aux Jeux de Londres 1908, du système suédois par équipes aux Jeux de Stockholm 1912 puis du saut d'obstacles par équipes aux Jeux d'Anvers 1920. (° 16 janvier 1888).
- 1960 :
  - Edward Hennig, 80 ans, gymnaste américain. Champion olympique de la barre fixe et aux exercices de massues aux Jeux de Saint-Louis 1904. (° 13 octobre 1879).
- 1977 :
  - Mike Parkes, 45 ans, pilote de courses automobile anglais. (° 24 septembre 1931).
- 1981 :
  - Paul Anspach, 99 ans, épéiste puis dirigeant sportif belge. Médaillé de bronze par équipes aux Jeux de Londres 1908, champion olympique en individuel et par équipes aux Jeux de Stockholm 1912 puis médaillé de bronze par équipes aux Jeux d'Anvers 1920 et aux Jeux de Paris 1924. Secrétaire puis président de la FIE de 1933 à 1948. (° 1er avril 1882).
  - Béla Guttmann, 80 ans, footballeur puis entraîneur hongrois. (4 sélections en équipe nationale). Sélectionneur de l'équipe d'Autriche en 1964. (° 13 mars 1900).

### XXIesiècle
- 2001 :
  - Jan Goossens, 87 ans, footballeur belge. (° 7 juillet 1914).
- 2006 :
  - Dominique Canavèse, 82 ans, cycliste sur route français. (° 6 novembre 1923).
- 2007 :
  - Antonio Puerta, 22 ans, footballeur espagnol. Vainqueur des Coupe UEFA 2006 et 2007. (1 sélection en équipe nationale). (° 26 novembre 1984).
- 2008 :
  - Phil Hill, 81 ans, pilote de F1 et d'endurance américain. Champion du monde de Formule 1 1961. (3 victoires en Grand Prix). Vainqueur des 24 Heures du Mans 1958, 1961 et 1962. (° 20 avril 1927).
- 2010 :
  - Pietro Chiodini, 76 ans, cycliste sur piste italien. (° 27 juillet 1934).
- 2012 :
  - Normand Dussault, 86 ans, hockeyeur sur glace américain. (° 26 septembre 1925).
- 2015 :
  - Al Arbour, 82 ans, hockeyeur sur glace puis entraîneur canadien. (° 1er novembre 1932).
- 2017 :
  - David Torrence, 31 ans, athlète de demi fond américain puis péruvien. († 26 novembre 1985).